# Volkswagen Transporter T1
Volkswagen Transporter T1- Primul microbus produs de compania Volkswagen, care a avut un succes enorm în rândul populației. Se poate spune că acest autovehicul este unul din cele mai de succes microbus din secolul '20. Acest automobil este unul din cele mai întrebate autovehicole retro din lume în rîndul populației deoarece este o mașină universală indiferent de clasa socială a oamenilor. El se mai produce și în ziua de astăzi în Brazilia, prețul de vânzare începând de la 50.000 de dolari.

## Istoria
Ideea creării unui asemenea autovehicul i-a venit în minte olandezului Benu Ponu în anul 1947. Peste 3 ani visul lui a devenit realitate, în anul 1950 a ieșit din fabrica Wolsburg primul Transporter T1. Zilnic se produceau câte 60 autovehicule , dar după jumătate de an de producție populația a cerut mai multe autovehicule astfel încât în 1951 producția s-a mărit la 200 vehicule pe zi. Kombi a avut un rol important în viața mai ales a germanilor deoarece el era socotit ca mașina poporului.

### Tipuri de T1
Au fost produse în total peste 8.000.000 autovehicule în toată lumea. T1 nu a fost creat a fi numai un simplu autovehicul el este folosit ca ambulanță, mașină de poliție și de pompieri. Acest autovehicul a fost preferatul ghitariștilor ai anilor '60.

### Transporter T1 în zilele noastre
Acest autovehicul are un rol important în istoria omenirii deoarece el a deschis modernismul automobilistic și bineînțeles seria de milioane/miliarde de microbuse. Pe plan sentimental acest automobil a fost mult doritul autovehicul al oamenilor, un automobil care să emită bucurie, frumusețe , un tot întreg , o mașină pentru familie, o casă pe patru roți unde ai toate conforturile , așa a fost proiectat VW T1. Din 8.000.000 autovehicule produse până în anul 1967 au mai rămas aproximativ 3.500.688 de exemplare asta înseamnă că pe drumurile noastre din ziua de astăzi poți vedea un Volkswagen Transporter T1 odată la un milion de mașini adică foarte rar. Brazilia este singura țară din lume care nu a încetat producția modelului T1, ea produce în prezent acest model, ce-i drept în tip mai modern. Indiferent de viitor, acest automobil va fi special pentru o întreagă omenire.

## Galerie de imagini

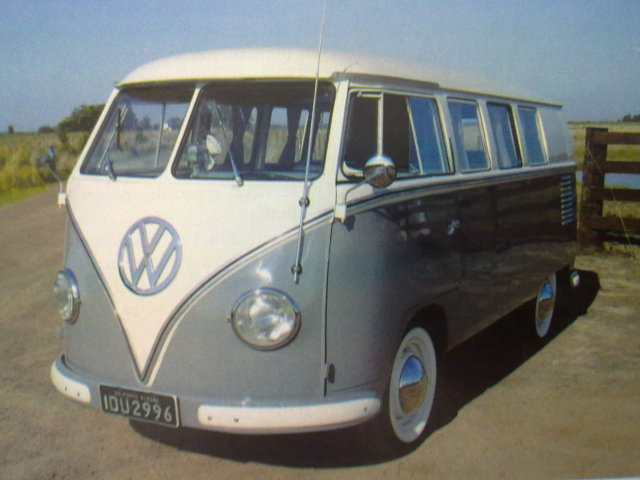
Primul T1
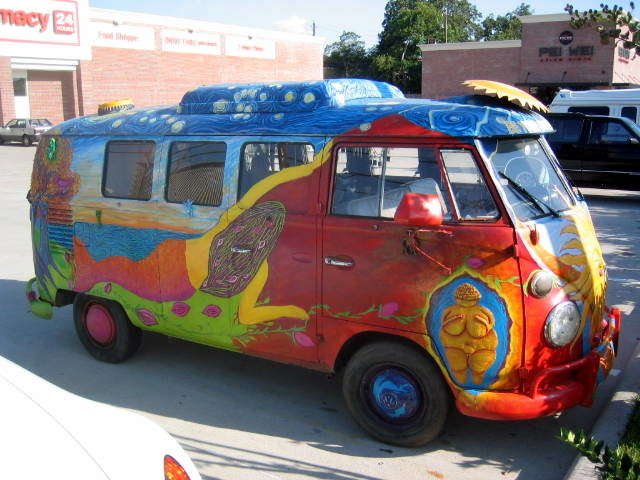
Autovehicol pentru ghitarişti
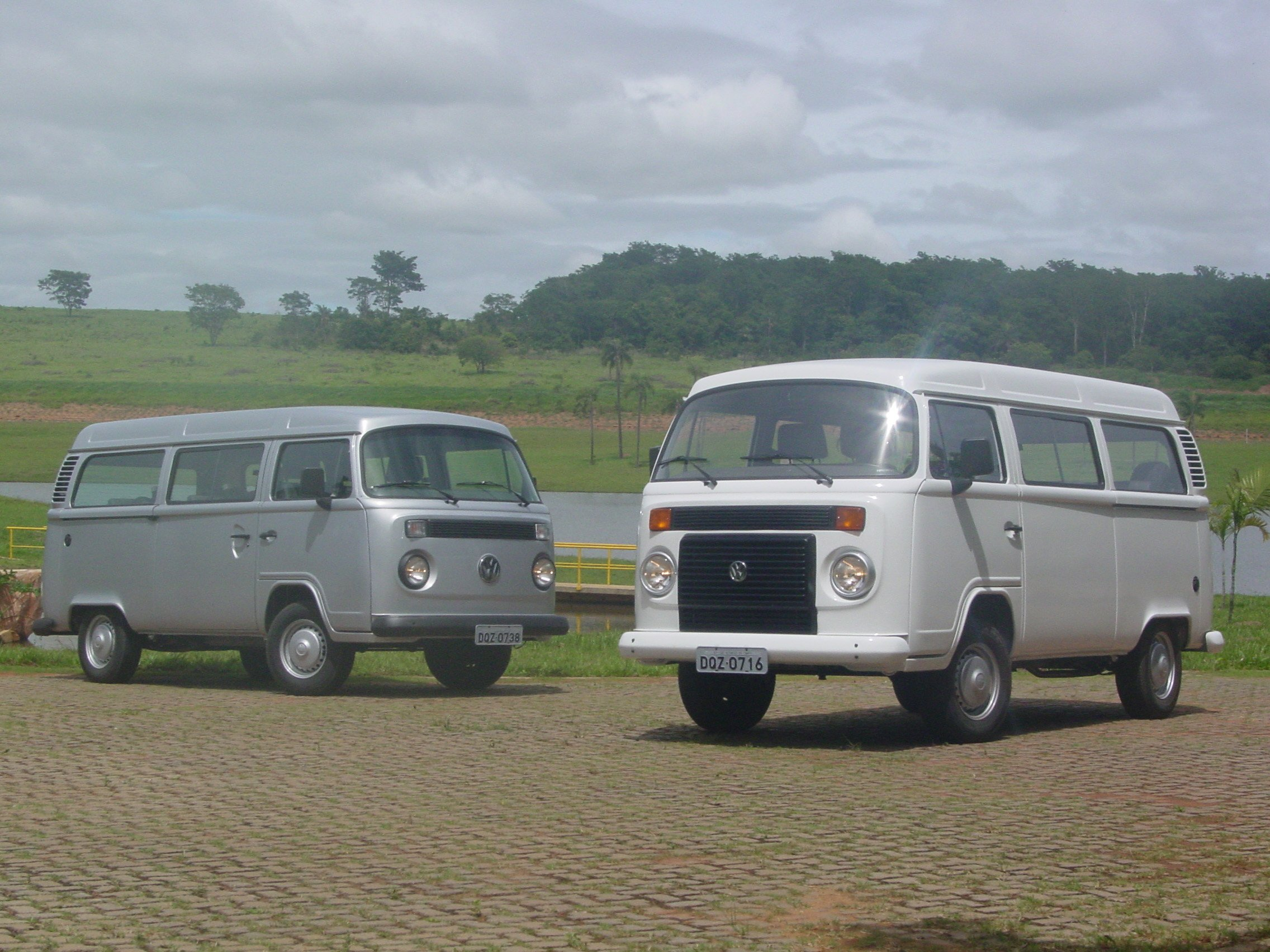
Modele noi din ani (2005-2006) produs în Brazilia
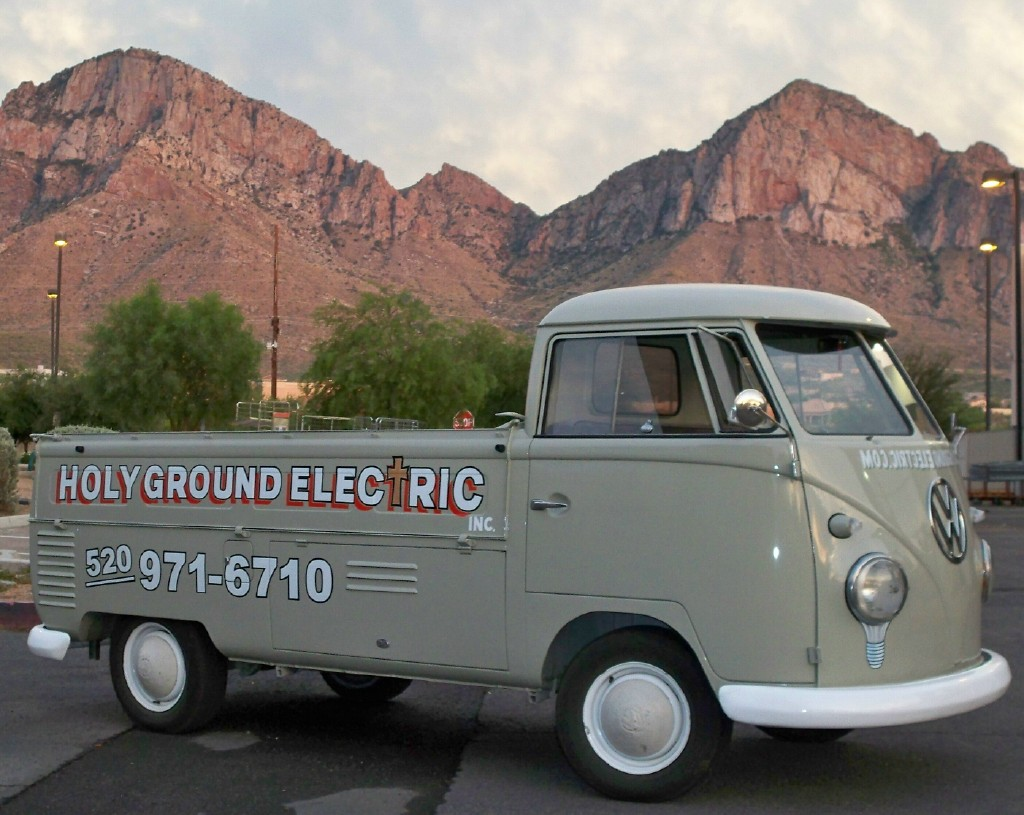
Tip Pickup
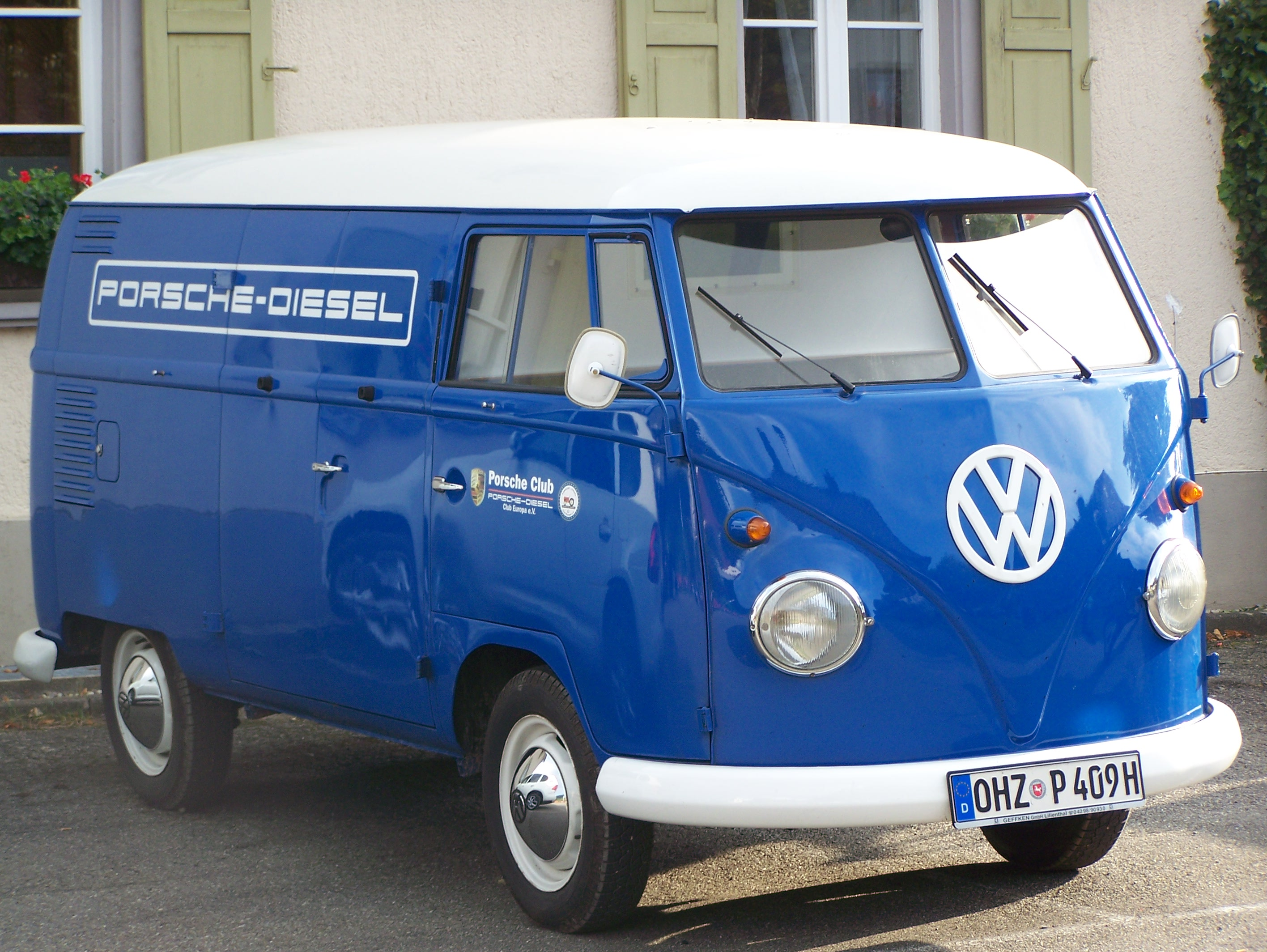
Tip Furgonetă
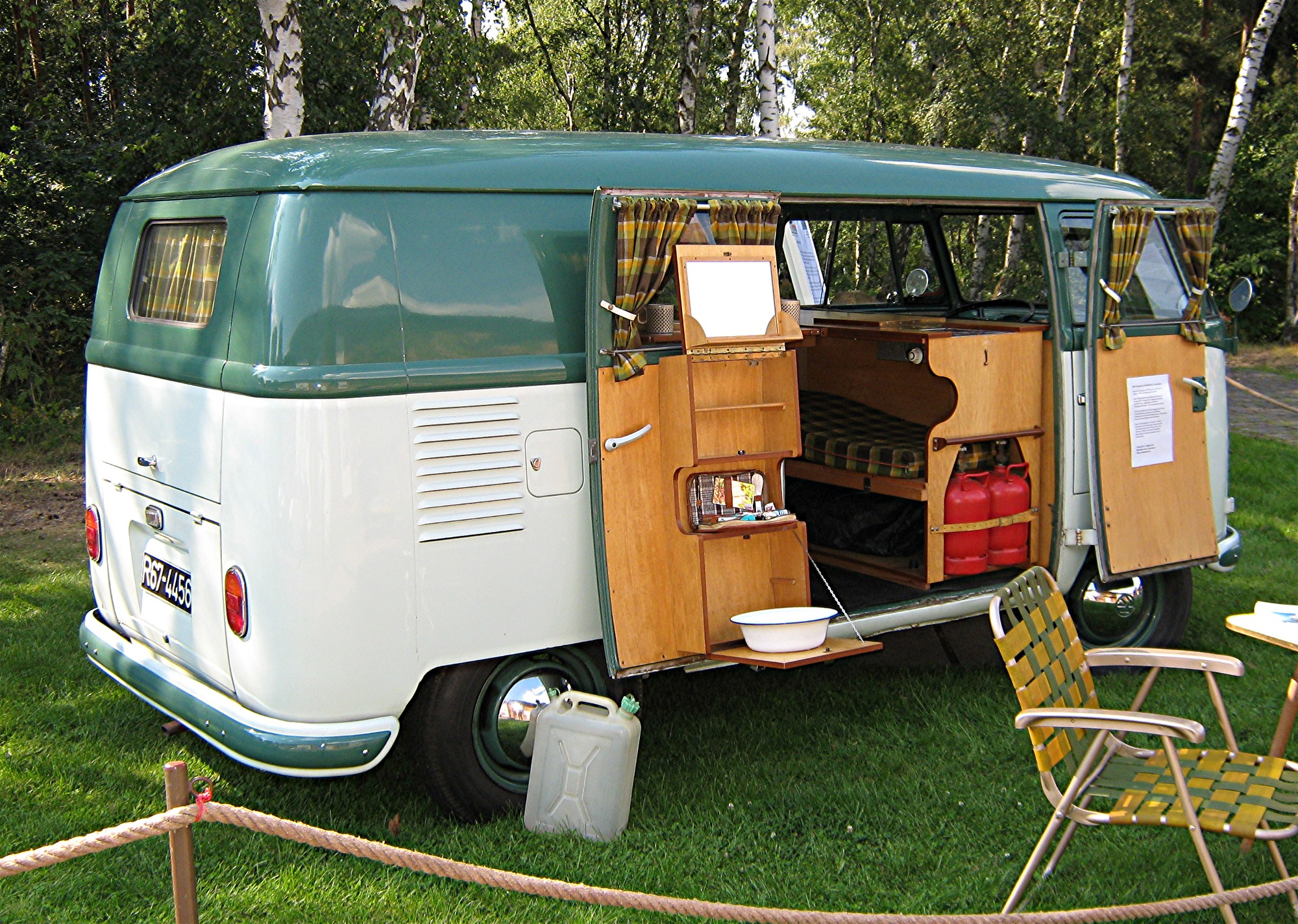
Casă pe patru roţi